# Costel Constantin
Costel Constantin (n. 20 octombrie 1942, Galați, România – d. 22 mai 2024) a fost un actor român de teatru și film.
A absolvit Institutul de Artă Teatrală și Cinematografică din București, la clasa profesor Beate Fredanov, în 1964.

## Filmografie
- Dus întors (1971)
- Viața ce ți-am dat (film TV, 1971)
- Când trăiești mai adevărat (film TV, 1974)
- Bălcescu (film TV, 1974)
- Constantin Brâncoveanu (film TV, 1974)
- Porțile albastre ale orașului (1974) - sergentul Ana
- Ultima noapte a singurătății (1976)
- Tănase Scatiu (1976) - Lefter
- Speranța nu moare în zori (film TV, 1976)
- Domnișoara Nastasia (film TV, 1976) - Vulpașin
- Tufă de Veneția (1977)
- Arborele genealogic (film TV, 1977) - soțul Marianei
- Împușcături sub clar de lună (1977) - Visarion Olteanu
- Acțiunea „Autobuzul” (1978) - Ludovic
- Ediție specială (1978)
- Revanșa (1978)
- Jachetele galbene (1979) - Dan Dumitriu
- Drumuri în cumpănă (1979) - agronomul Axente Borcea
- Ultima frontieră a morții (1979)
- Blestemul pămîntului – Blestemul iubirii (1980) - Grofșor
- Rețeaua S (1980) - plutonierul Aurel Serafim
- La răscrucea marilor furtuni (1980) - Golescu Arăpilă
- Șantaj (1981) - ing. Mihai Pascu
- Ana și „hoțul” (1981)
- Întoarcere la dragostea dintîi... (1981)
- Convoiul (1981)
- De ce trag clopotele, Mitică? (1981)
- Liniștea din adîncuri (1982)
- Semnul șarpelui (1982)
- Așteptînd un tren (1982)
- Cine iubește și lasă (1982)
- Buletin de București (1983) - milițian de la Serv. Circulație
- Amurgul fântânilor (1983)
- Misterele Bucureștilor (1983)
- O lebădă iarna (1983)
- Eroii nu au vârstă (Serial TV, 1984)
- Căsătorie cu repetiție (1985)
- Promisiuni (1985)
- A doua variantă (1987)
- Liliacul înflorește a doua oară (1988) - Xenofonte
- Campioana (1991)
- A unsprezecea poruncă (1991)
- Balanța (1992)
- Mandroid (1993) - șeful poliției
- Pepe și Fifi (1994)
- Somnul insulei (1994)
- Trancers 4: Jack of Swords(1994)
- Eu sunt Adam! (1996)
- Omul zilei (1997) - Nadin
- Ministerul comediei (1999)
- Tandrețea lăcustelor (2002)
- Dulcea saună a morții (2003) - Corcolan
- Numai iubirea (2004) - Marcel
- Trezește-te (2006)
- Cu un pas înainte (2007) - directorul operei (1 episod, 2008)
- Doctori de mame (2008) - Domnul Banea
- Aniela (2009) - colonelul Decebal Ciucurescu
- Iubire și onoare (2010) - Hussein Bin Naser El-Jisr

## Distincții
Costel Constantin a primit de-a lungul carierei sale numeroase premii și distincții, printre care Ordinul Național „Serviciul Credincios” în grad de Cavaler, în semn de recunoaștere a meritelor sale deosebite. De asemenea, în 2021, i s-a decernat Premiul Gopo pentru întreaga carieră.